# Banastre Tarleton
Banastre Tarleton (21. august 1754 – 25. januar 1833) var en britisk general og politiker. Hans rygte som hensynsløs gav ham kælenavnene "Bloody Ban" og "Butcher" blandt amerikanske patrioter under den amerikanske uafhængighedskrig. Briterne regnede ham som en eksponentiel dygtig leder af let kavaleri.